# (34467) 2000 SC108
2000 SC108 (asteroide 34467) é um asteroide da cintura principal. Possui uma excentricidade de 0.01854550 e uma inclinação de 1.35062º.
Este asteroide foi descoberto no dia 24 de setembro de 2000 por LINEAR em Socorro.